# 僕の心をつくってよ
「僕の心をつくってよ」（ぼくのこころをつくってよ）は、2017年3月1日に発売された平井堅の41枚目となるシングル。

## 解説
前作「魔法って言っていいかな?」より約8ヶ月ぶりのリリース。
表題曲「僕の心をつくってよ」は、初のアニメ映画の主題歌である。
初回限定盤、通常盤、期間生産限定盤（ドラえもん盤）の3形態でリリースされ、初回限定盤のジャケットにはドラえもんにちなんで色とりどりの髭をたくわえた平井の写真が使用され、期間生産限定盤のジャケットにはタイアップ先の映画の舞台となる南極の氷の世界にドラえもん、のび太、しずか、スネ夫、ジャイアンと共にドラえもんのタッチで描き下ろされた平井が登場している。2月24日に放送された『ドラえもん』にも出演した。
シングルは、2017年3月13日付のオリコン週間シングルランキングで初登場7位を獲得した。

## 収録曲
| 全作詞・作曲: 平井堅。 |                        |        |            |      |
| #                      | タイトル               | 作詞   | 作曲・編曲 | 時間 |
| 1.                     | 「僕の心をつくってよ」 | 平井堅 | 平井堅     | 4:23 |
| 2.                     | 「YUMING」             | 平井堅 | 平井堅     | 4:24 |
| 3.                     | 「ほっ」               | 平井堅 | 平井堅     | 4:12 |

| #  | タイトル                            | 作詞 | 作曲・編曲 | 時間 |
| -- | ----------------------------------- | ---- | ---------- | ---- |
| 1. | 「僕の心をつくってよ」              |      |            | 4:23 |
| 2. | 「僕の心をつくってよ [less vocal]」 |      |            | 4:23 |

## 曲の解説
1. 僕の心をつくってよ
  - 東宝配給映画『映画ドラえもん のび太の南極カチコチ大冒険』主題歌

同作のために書き下ろしたミディアム・バラード[2]。タイアップ先からは「静かな曲を」と発注されたが、アップテンポな曲も含めて4〜5曲制作し、最初に制作された本作が提出された[3]。平井は、「発注された当時は映像が仕上がっていない段階だったから、脚本を頼りに書いた。」「ドラえもんとのび太の揺るぎない信頼関係、そしてお互いがかけがえのない存在であるということが、何よりも大切な人であるというラブソングにも通じると思った。」とコメントしている[3]。
ミュージック・ビデオは三宅伸行が監督を務めたもので、福岡県で障害者介護に携わっている「はるちゅら」の日常に迫ったドキュメンタリーとなっている[6]。
2. YUMING
  - 通常盤のみに収録

松任谷由実を題材とした楽曲[4]。アルバム未収録。
3. ほっ
  - 通常盤のみに収録
  - クレディセゾン CMソング

バラード・ナンバー。手嶌葵がコーラスで参加している[4]。アルバム未収録。

## 収録アルバム
僕の心をつくってよ
- Ken Hirai Singles Best Collection 歌バカ2
- 映画ドラえもん うたの大全集